# Copa d'Àfrica de Nacions 1990
El 1990 es disputà la dissetena edició de la Copa d'Àfrica de Futbol, a Algèria. Es mantingué el format de l'edició anterior. Algèria fou el campió al derrotar Nigèria per 1 a 0 a la final.

## Fase de classificació
Hi participaren aquestes 8 seleccions:
| Equips                  | Participacions anteriors                                               | Millor resultat              |
| ----------------------- | ---------------------------------------------------------------------- | ---------------------------- |
| Algèria (amfitrió)      | 6 (1968, 1982, 1980, 1984, 1986 i 1988)                                | Finalistes (1980)            |
| Camerun (vigent campió) | 6 (1970, 1972, 1982, 1984, 1986 i 1988)                                | Campions (1984 i 1988)       |
| Costa d'Ivori           | 7 (1965, 1968, 1970, 1974, 1980, 1984, 1986 i 1988)                    | Tercers (1965, 1968 i 1986)  |
| Egipte                  | 11 (1957, 1959, 1962, 1963, 1970, 1974, 1976, 1980, 1984, 1986 i 1988) | Campions (1957, 1959 i 1986) |
| Kenya                   | 2 (1972 i 1988)                                                        | Primera fase (1972 i 1988)   |
| Nigèria                 | 7 (1963, 1976, 1978, 1980, 1982, 1984 i 1988)                          | Campions (1980)              |
| Senegal                 | 3 (1965, 1968 i 1986)                                                  | Quart (1965)                 |
| Zàmbia                  | 4 (1974, 1978, 1982 i 1986)                                            | Finalistes (1974)            |

## Seus
| Alger                      | AlgerAnnabaCopa d'Àfrica de Nacions 1990 (Algèria) | Annaba                    |
| Estadi 5 de juliol de 1962 | AlgerAnnabaCopa d'Àfrica de Nacions 1990 (Algèria) | Estadi 19 de Maig de 1956 |
| Capacitat: 95.000          | AlgerAnnabaCopa d'Àfrica de Nacions 1990 (Algèria) | Capacitat: 56.000         |
|                            | AlgerAnnabaCopa d'Àfrica de Nacions 1990 (Algèria) |                           |

## Competició

### Primera fase

#### Grup A
| Pos | Equip         | PJ | PG | PE | PP | GF | GC | DG | Pts | Classificació          |
| --- | ------------- | -- | -- | -- | -- | -- | -- | -- | --- | ---------------------- |
| 1   | Algèria (H)   | 3  | 3  | 0  | 0  | 10 | 1  | +9 | 6   | Avança a la fase final |
| 2   | Nigèria       | 3  | 2  | 0  | 1  | 3  | 5  | −2 | 4   | Avança a la fase final |
| 3   | Costa d'Ivori | 3  | 1  | 0  | 2  | 3  | 5  | −2 | 2   |                        |
| 4   | Egipte        | 3  | 0  | 0  | 3  | 1  | 6  | −5 | 0   |                        |

| Algèria                                      | 5–1     | Nigèria    |
| -------------------------------------------- | ------- | ---------- |
| Madjer 36', 58' · Menad 69', 72' · Amani 88' | Informe | Okocha 82' |

| Costa d'Ivori                  | 3–1     | Egipte          |
| ------------------------------ | ------- | --------------- |
| A. Traoré 53', 60' · Maguy 73' | Informe | Abdelrahman 75' |

| Nigèria   | 1–0     | Egipte |
| --------- | ------- | ------ |
| Yekini 8' | Informe |        |

| Algèria                                          | 3–0     | Costa d'Ivori |
| ------------------------------------------------ | ------- | ------------- |
| Menad 23' · Chérif El-Ouazzani 81' · Oudjani 82' | Informe |               |

| Nigèria   | 1–0     | Costa d'Ivori |
| --------- | ------- | ------------- |
| Yekini 3' | Informe |               |

| Algèria              | 2–0     | Egipte |
| -------------------- | ------- | ------ |
| Amani 39' · Saïb 43' | Informe |        |

#### Grup B
| Pos | Equip   | PJ | PG | PE | PP | GF | GC | DG | Pts | Classificació          |
| --- | ------- | -- | -- | -- | -- | -- | -- | -- | --- | ---------------------- |
| 1   | Zàmbia  | 3  | 2  | 1  | 0  | 2  | 0  | +2 | 5   | Avança a la fase final |
| 2   | Senegal | 3  | 1  | 2  | 0  | 2  | 0  | +2 | 4   | Avança a la fase final |
| 3   | Camerun | 3  | 1  | 0  | 2  | 2  | 3  | −1 | 2   |                        |
| 4   | Kenya   | 3  | 0  | 1  | 2  | 0  | 3  | −3 | 1   |                        |

| Zàmbia        | 1–0     | Camerun |
| ------------- | ------- | ------- |
| Chikabala 58' | Informe |         |

| Senegal | 0–0     | Kenya |
| ------- | ------- | ----- |
|         | Informe |       |

| Zàmbia      | 1–0     | Kenya |
| ----------- | ------- | ----- |
| Makwaza 40' | Informe |       |

| Senegal                | 2–0     | Camerun |
| ---------------------- | ------- | ------- |
| Diallo 45' · N'Dao 56' | Informe |         |

| Zàmbia | 0–0     | Senegal |
| ------ | ------- | ------- |
|        | Informe |         |

| Camerun          | 2–0     | Kenya |
| ---------------- | ------- | ----- |
| Maboang 28', 69' | Informe |       |

### Eliminatòries
|  | Semifinals       | Semifinals |                 |   | Final | Final |
|  |                  |            |                 |   |       |       |
|  | 12 març – Annaba |            |                 |   |       |       |
|  |                  |            |                 |   |       |       |
|  | Zàmbia           | 0          |                 |   |       |       |
|  | Zàmbia           | 0          | 16 març – Alger |   |       |       |
|  | Nigèria          | 2          |                 |   |       |       |
|  | Nigèria          | 2          | Algèria         | 1 |       |       |
|  | 12 març – Alger  |            | Algèria         | 1 |       |       |
|  |                  | Nigèria    | 0               |   |       |       |
|  | Algèria          | Nigèria    | 0               | 2 |       |       |
|  | Algèria          |            |                 | 2 |       |       |
|  | Senegal          | 1          |                 |   |       |       |
|  | Senegal          | 1          | Tercer lloc     |   |       |       |
|  |                  |            |                 |   |       |       |
|  | 15 març – Alger  |            |                 |   |       |       |
|  |                  |            |                 |   |       |       |
|  | Zàmbia           | 1          |                 |   |       |       |
|  | Zàmbia           | 1          |                 |   |       |       |
|  | Senegal          | 0          |                 |   |       |       |

#### Semifinals
| Zàmbia | 0–2     | Nigèria                    |
| ------ | ------- | -------------------------- |
|        | Informe | Okechukwu 18' · Yekini 77' |

| Algèria              | 2–1     | Senegal           |
| -------------------- | ------- | ----------------- |
| Menad 4' · Amani 62' | Informe | Serrar 20' (p.p.) |

#### 3r i 4t lloc
| Zàmbia        | 1–0     | Senegal |
| ------------- | ------- | ------- |
| Chikabala 73' | Informe |         |

#### Final
| Algèria     | 1–0     | Nigèria |
| ----------- | ------- | ------- |
| Oudjani 38' | Informe |         |

## Campió
| Guanyador de Copa d'Àfrica 1990 |
| ------------------------------- |
| · Algèria · Primer títol        |

## Golejadors
4 gols
- Djamel Menad

3 gols
- Djamel Amani
- Rashidi Yekini

2 gols
- Rabah Madjer
- Chérif Oudjani
- Emmanuel Maboang
- Abdoulaye Traoré
- Webster Chikabala

1 gol
- Tahar Chérif El-Ouazzani
- Moussa Saïb
- Serge Maguy
- Adel Abdel Rahman
- Uche Okechukwu
- Emmanuel Okocha
- Mamadou Diallo
- Moussa N'Dao
- Linos Makwaza

En pròpia porta
- Abdelhakim Serrar (contra Senegal)

## Equip ideal de la CAF
Porter
- Antar Osmani

Defenses
- Ali Benhalima
- André Kana-Biyik
- Arsène Hobou
- Samuel Chomba

Mitjos
- Djamel Amani
- Rabah Madjer
- Tahar Chérif El-Ouazzani
- Moses Kpakor

Davanters
- Djamel Menad
- Webster Chikabala